# Degeberga marknad
Degeberga sommarmarknad är en marknad i Degeberga med lång tradition. Förr hölls den tredje måndagen i juli månad. I början av 2000-talet flyttades marknaden till tredje söndagen i juli månad med förmarknad dagen före på lördagen. Flyttningen berodde på att Kiviks marknad utökats med ytterligare en förmarknadsdag, nämligen måndagen, vilken då konkurrerade med Degeberga marknad.
En vecka senare, fjärde söndagen i juli, hålles den traditionella Degeberga antik & samlarmarknad. Denna öppnar officiellt klockan 8.00, men då är de mest eftertraktade objekten sedan länge sålda. De verkliga samlarna börjar därför vandra omkring på marknadsplatsen med ficklampa redan klockan 04.00.